# Martin Fontanellaz
Martin Fontanellaz (* 23. März 1992 in Ittigen bei Bern) ist ein Schweizer Schriftsteller.

## Leben
Martin Fontanellaz wuchs als eines von sechs Geschwistern in Ittigen bei Bern auf. Nach dem Erwerb der Fachmaturität und mehreren Praktika im sozialen Bereich sowie an Schulen begann er ein Studium der Sozialpädagogik an der Berufs-, Fach- und Fortbildungsschule (BFF) Bern, das er 2020 abschloss. 
Im Herbst 2023 veröffentlichte er sein erstes Bilderbuch Weihnachtswarm beim Blaukreuz-Verlag.
Anfang 2024 wurde Fontanellaz in einem Artikel über Social-Media-Lyrik im NZZ Magazin im Zusammenhang mit seinem Instagram-Lyrikprojekt @schere_stein_herz vorgestellt.
Nach seinem schriftstellerischen Debüt im Herbst 2023 folgte die Mitwirkung an der Anthologie Lyrik und Prosa unserer Zeit – Band 36 des Karin Fischer Verlages. In diesem Sammelband veröffentlichte Fontanellaz die Kurzgeschichten Der Taucheranzug und Die Luchswanderung.
Im Sommer 2024 gewann er einen Förderbeitrag der Migros-Kulturförderung sowie ein zehnteiliges Coaching durch Katja Alves für ein bisher unveröffentlichtes Buchprojekt.
In der Sendung Zämä im Zäntrum von Plattform J sprach Fontanellaz im September 2024 über seine literarischen Projekte und seine Arbeit als Sozialpädagoge in einem Therapiezentrum für Essstörungen.
Im Oktober 2024 publizierte Fontanellaz sein zweites Bilderbuch Samuela Klaus – die erste Weihnachtsfrau im Helvetia Verlag. Das Buch thematisiert traditionelle Geschlechterrollen, indem es die Geschichte eines Mädchens erzählt, das sich entschliesst, die erste Weihnachtsfrau zu werden. Die Buchvernissage im November 2024 wurde durch den TV-Sender TeleBärn begleitet. Das Buch wurde in mehreren Print- und Online-Medien als ermutigende und innovative Weihnachtsgeschichte vorgestellt und empfohlen.

## Werke
- Weihnachtswarm, Blaukreuz-Verlag, Bern 2023, ISBN 978-3-85580-575-4.
- Samuela Klaus – die erste Weihnachtsfrau, Helvetia Verlag, 2024, ISBN 978-3-907402-37-5.
- Anthologie Lyrik und Prosa unserer Zeit – Band 36 (2 Beiträge), Karin Fischer Verlag, 2024, ISBN  978-3-84220-037-1.

## Auszeichnungen
Im Jahr 2024 wurde Fontanellaz mit einem Förderbeitrag von Migros-Kulturprozent ausgezeichnet, der ein Mentorat durch die Kinder- und Jugendbuchautorin Katja Alves beinhaltete. Diese Förderung wurde ihm für ein noch unveröffentlichtes literarisches Werk verliehen und beinhaltete einen Förderbetrag in Höhe von 3.000 Schweizer Franken.